# Boletus
Boletus L. (borowik) – rodzaj grzybów z rodziny borowikowatych (Boletaceae).

## Charakterystyka
Grzyby kapeluszowe naziemne o zazwyczaj dość dużym owocniku. Kapelusz półkulisty, u starszych okazów poduchowaty, mięsisty, o suchej powierzchni (tylko u niektórych gatunków mazistej). Hymenofor rurkowaty, rurki i pory u młodych okazów białe, żółte lub pomarańczowe, u niektórych gatunków na starość stają się żółtozielone. Trzon zazwyczaj masywny i często zgrubiały u podstawy, zawsze bez pierścienia. Wysyp zarodników oliwkowobrązowy, zarodniki o kształcie od elipsoidalnego do wrzecionowatego.
Grzyby mykoryzowe. Żyją w symbiozie z różnymi gatunkami drzew, głównie liściastych. Większość gatunków to smaczne grzyby jadalne. Wiele gatunków wskutek zmian środowiska stało się rzadkich i są prawnie chronione.

## Systematyka i nazewnictwo
Pozycja w klasyfikacji według Index Fungorum: Boletaceae, Boletales, Agaricomycetidae, Agaricomycetes, Agaricomycotina, Basidiomycota, Fungi.
Synonimy nazwy naukowej:

- Ceriomyces Murrill,
- Dictyopus Quél.,
- Oedipus Bataille,
- Suillus P. Micheli ex Adans.,
- Suillus Haller ex Kuntze,
- Suillus P. Micheli
- Tubiporus P. Karst.,
- Xerocomopsis Reichert[4].

Naukową nazwę rodzajowi nadał Karol Linneusz w 1753 r., polską nazwę do literatury mykologicznej wprowadziła Alina Skirgiełło i in. w 1939 roku, wcześniej rodzaj ten opisywany był pod nazwami huba lub grzyb.
W wyniku najnowszych badań filogenetycznych nastąpiły duże zmiany w taksonomii zaliczanych do niego gatunków.
Gatunki występujące w Polsce
- Boletus aereus Bull. 1789 – borowik ciemnobrązowy
- Boletus edulis Bull. 1782 – borowik szlachetny
- Boletus pinophilus Pilát & Dermek 1973 – borowik sosnowy
- Boletus reticulatus Schaeff. 1774 – borowik usiatkowany

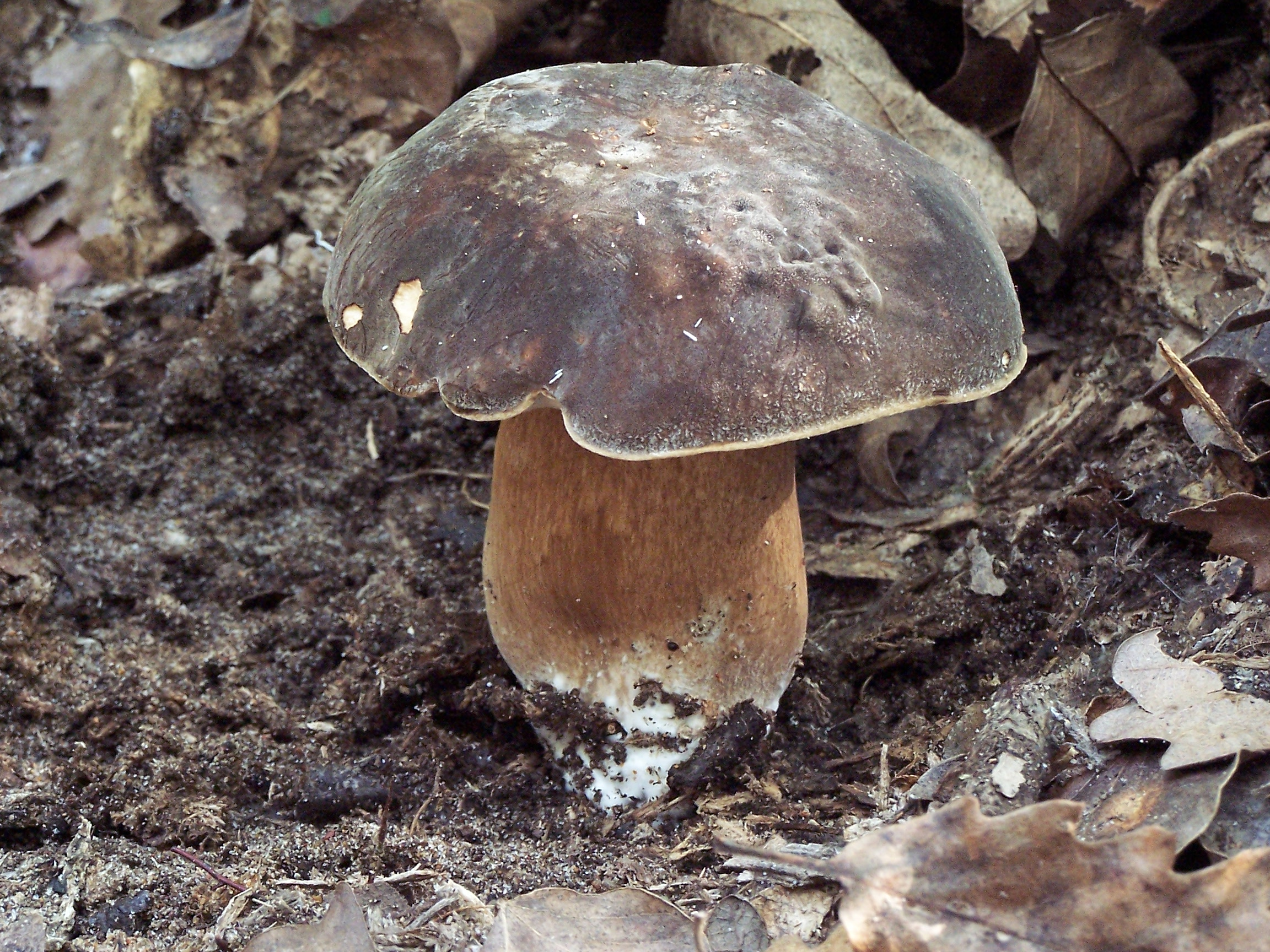
Borowik ciemnobrązowy (Boletus aereus)
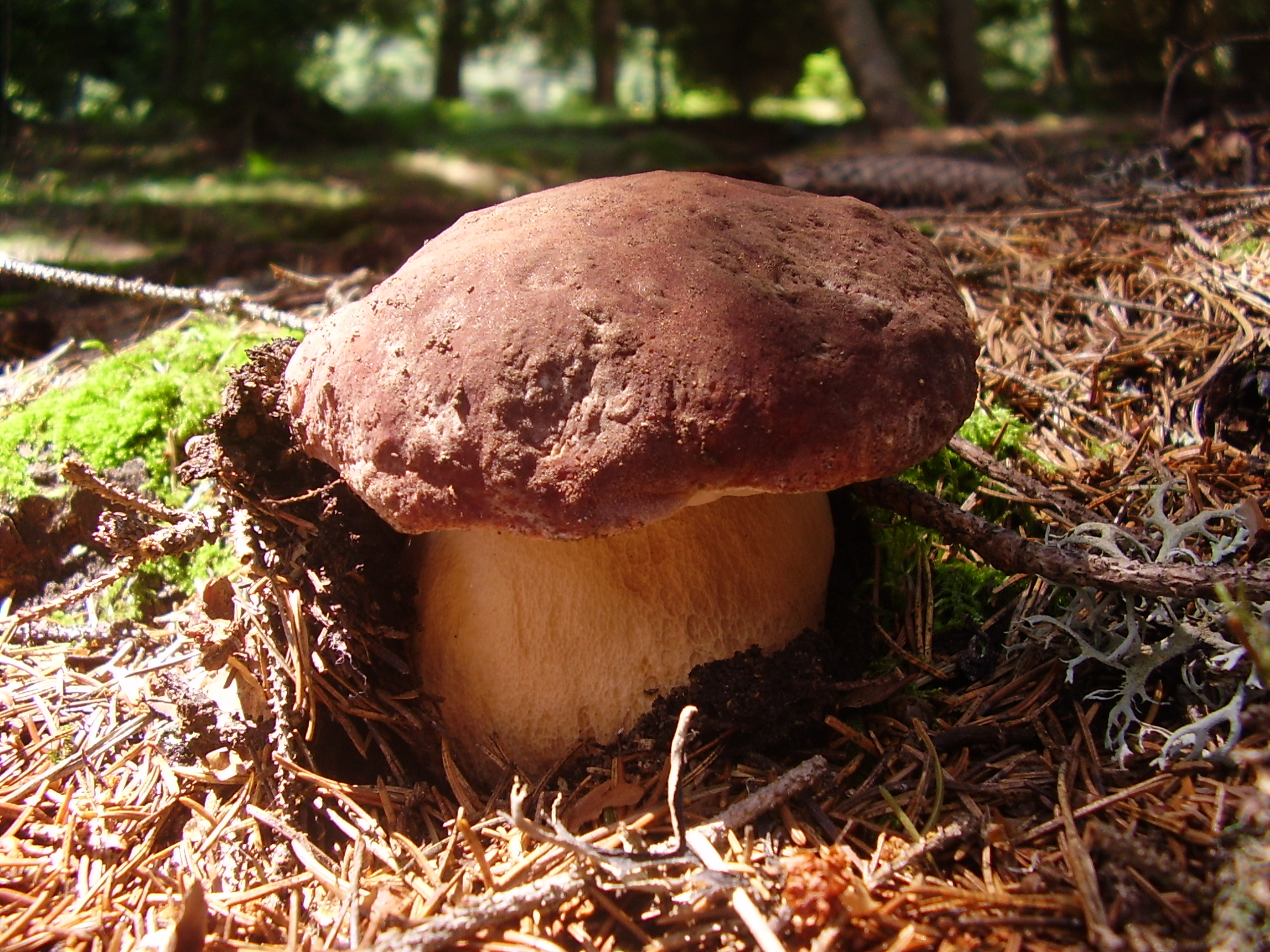
Borowik sosnowy (Boletus pinophilus)
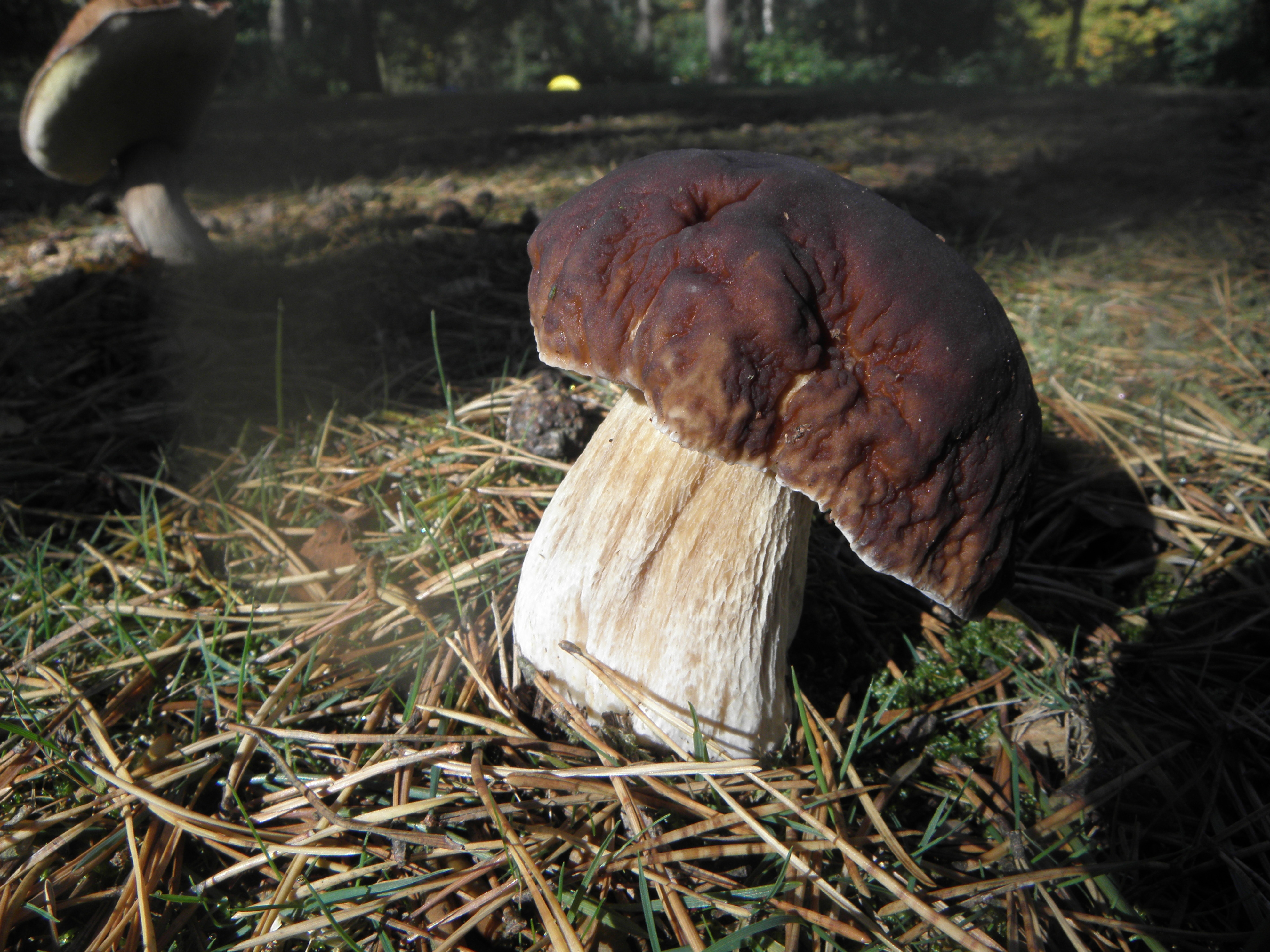
Borowik szlachetny (Boletus edulis)
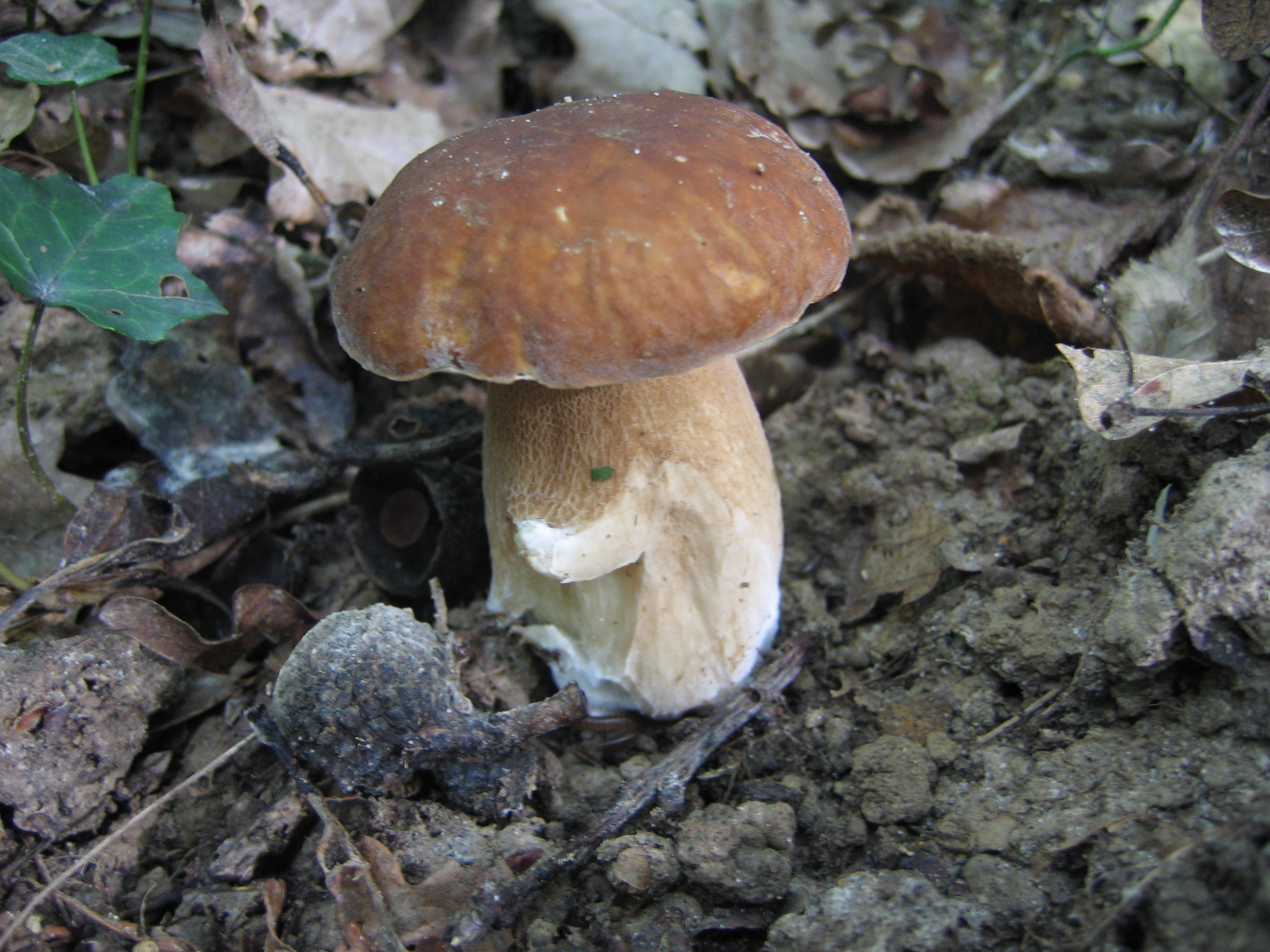
Borowik usiatkowany (Boletus reticulatus)

Gatunki występujące w Polsce, dawniej zaliczane do rodzaju borowik
W ostatnich latach przeprowadzono badania genetyczne w zakresie licznych gatunków rodzaju Boletus. Skutkuje to dużymi zmianami w systematyce tego rodzaju: wiele gatunków dawniej zaliczanych do rodzaju Boletus zostało przeniesione do innych rodzajów, ich nazwa polska stała się więc niespójna z nową nazwą naukową. Wśród gatunków występujących w Polsce są to:
- borowik żonkilowy uznany został za synonim krasnoborowika ceglastoporego
- gorzkoborowik żółtopory Caloboletus calopus (Pers.) Vizzini 2014 (dawniej borowik żółtopory)
- gorzkoborowik korzeniasty Caloboletus radicans (Pers.) Vizzini 2014 (dawniej borowik korzeniasty)
- krasnoborowik ceglastopory Sutorius luridiformis (Rostk.) G. Wu & Zhu L. Yang 2016 (dawniej borowik ceglastopory)
- krwistoborowik purpurowy Suillellus rhodoxanthus (Krombh.) Blanco-Dios 2015 – (dawniej borowik purpurowy)
- krwistoborowik szatański Rubroboletus satanas (Lenz) Kuan Zhao & Zhu L. Yang 2014 (dawniej borowik szatański)
- masłoborowik blednący Butyriboletus fechtneri (Velen.) Arora & J.L. Frank 2014 (dawniej borowik blednący)
- masłoborowik królewski Butyriboletus regius (Krombh.) Arora & J.L. Frank 2014 (dawniej borowik królewski)
- masłoborowik żółtobrązowy Butyriboletus appendiculatus (Schaeff.) D. Arora & J.L. Frank 2014 (dawniej borowik zółtobrązowy)
- modroborowik gładkotrzonowy Suillellus queletii (Schulzer) Vizzini, Simonini & Gelardi 2014 (dawniej borowik gładkotrzonowy)
- modroborowik ponury Suillellus luridus (Schaeff.) Murrill 1909 (dawniej borowik ponury)
- sinoborowik klinowotrzonowy Cyanoboletus pulverulentus (Opat.) Gelardi, Vizzini & Simonini 2014 (dawniej borowik klinowotrzonowy)
- wonnoborowik kruchy Hemileccinum impolitum (Fr.) Šutara 2008 (dawniej borowik kruchy)